# Хронологија радничког покрета и КПЈ 1936.
| претходна целина: ◄ 1920—1929. |                              |
| Хронологија радничког покрета и Комунистичке партије Југославије током 1930-их 1930. 1931. 1932. 1933. 1934. 1935. 1936. 1937. 1938. 1939. | следећа целина: 1940—1949. ► |

Хронолошки преглед важнијих догађаја везаних за Раднички покрет Југославије и Комунистичку партију Југославије (КПЈ), као и општа политичка дешавања која су се догодила у Краљевини Југославији током 1936. године.
| Јануар Фебруар Март Април Мај Јун Јул Август Септембар Октобар Новембар Децембар |

## Април

#### у току априла
- Због полицијских провала у којима је до марта било ухапшено 950 чланова КПЈ у земљи, одржан је Априлски пленум ЦК КПЈ у Бечу. На њему су дошли до изражаја сукоби у врху Комунистичке партије Југославије. Тзв. "левичари" су иступили против Милана Горкића, сматрајући га амбициозним каријеристом који је изгубио сваку везу са земљом. Одржавање непријављеног пленума изазвало је драстичну реакцију од стране Коминтерне. Коминтерна је због овога распутила Централни комитет КПЈ. Извршни комитет Коминтерне је средином исте године сазвао саветовање руководећег кадра КПЈ у Москви. Горкићеви главни противници - Владимир Ћопић, Карло Худомаљ и Стјепан Цвијић - су уклоњени из руководства КПЈ, јер је Коминтерна проценила да су они криви за Априлски пленум.

#### 4. април
- У Београду, првог дана генералног штрајка студената Београда, Загреба, Љубљане, Скопља и Суботице против одлуке Универзитета у Београду да уведе Универзитетску полицију, у сукобу студената-комуниста и студената-националиста, студент Слободан Недељковић, члан националистичке организације „Орјуна“ у згради Медицинског факултета, убио студента права и члана КПЈ Жарка Мариновића (1911—1936). Студентски штрајк окончан је успешно 28. априла, а као резултат штрајка повучена је одлука о завођењу полиције на Универзитету, смењен ректор Владимир Ћоровић и за новог изабран Драгослав Јовановић. Суђење за Мариновићево убиство, одржано је јуна исте године када је Недељковић осуђен на пет година затвора. У знак сећања на Мариновића и студентски штрајк, 4. април се од 1954. обележава као Дан студената Београдског универзитета.[1][2]

## Мај

#### 11. мај
- У Београду, у затворској болници, умро Леонард Банкер (1899—1936), зидарски радник и партијско-синдикални активиста из Тузле, који је 1933. због „комунистичке активности“ осуђен на пет година затвора. После штрајка-глађу политичких робијаша-комуниста у затвору у Сремској Митровици, његово стање се погоршало, због чега је пренет у болницу.

## Јул

#### у току јула
- У затвору у Лепоглави, од последица тортуре затворских чувара, као и здравља нарушеног дугогодишњим робијањем, умро Лајош Чаки (1869—1936), ткачки радник и члан КПЈ, који је фебруара 1922. на „Видовданском процесу“, због учешћа у атентату на регента Александра, осуђен на 20 година затвора.[3]

| Јануар Фебруар Март Април Мај Јун Јул Август Септембар Октобар Новембар Децембар |